# Invincible (album de Michael Jackson)
Invincible este cel de-al zecelea și ultimul album de studio înregistrat de către cântărețul american Michael Jackson. Albumul a fost lansat pe data de 30 octombrie 2001 de către casa de discuri Epic Records. Considerat un album de excepție nu s-a bucurat de o promovare pe măsură din partea casei de discuri. Mai mult, Sony Music a refuzat promovarea mai multor proiecte legate de acest album. În ciuda acestor piedici, albumul s-a vândut în peste 13 milioane de exemplare în întreaga lume. În vara anului 2002 a izbucnit un scandal între Michael Jackson și Sony Music ca urmare a atitudinii casei de discuri cu privire la "promovarea" albumului.

## Conținut
Lista melodiilor incluse în album este:
1. „Unbreakable” — 6:26
2. „Heartbreaker” — 5:09
3. „Invincible” — 4:46
4. „Break of Dawn” — 5:32
5. „Heaven Can Wait” — 4:49
6. „You Rock My World” — 5:39
7. „Butterflies” — 4:40
8. „Speechless”  — 3:18
9. „2000 Watts” — 4:24
10. „You Are My Life” — 4:33
11. „Privacy”  — 5:05
12. „Don't Walk Away”  — 4:24
13. „Cry”  — 5:00
14. „The Lost Children”  — 4:00
15. „Whatever Happens  — 4:56
16. „Threatened”  — 4:18